# Arturo González Panero
Arturo González Panero es un expolítico español del Partido Popular, exalcalde de Boadilla del Monte.
Es conocido debido a su implicación en la trama de corrupción Caso Gürtel, confesando desvío de dinero público a campañas electorales a petición del Partido Popular.
El 8 de abril de 2022, Arturo González Panero y el Partido Popular —este último por tercera vez— resultaron condenados por la Audiencia Nacional: el primero a 36 años de prisión por prevaricación, falsedad documental, blanqueo de capitales y cobro de mordidas, así como al pago de más de seis millones y medio de euros de multa, mientras que el PP lo era al pago de aproximadamente 204 000 euros como beneficiario de la red de corrupción de Francisco Correa Sánchez. El 22 de abril de 2022, González Panero ingresaba en la prisión de Alcalá Meco al considerar la Audiencia Nacional que existía «riesgo intenso de fuga».